# Triclisia
Triclisia es un género con 23 especies de plantas de flores perteneciente a la familia Menispermaceae. Nativo de África tropical.

## Especies seleccionadas
| - Triclisia angolensis - Triclisia angustifolia - Triclisia calopicrosia - Triclisia capitata - Triclisia coriacea - Triclisia dictyophylla - Triclisia dielsii - Triclisia flava - Triclisia gilletii - Triclisia hypochrysea - Triclisia jumelliana | - Triclisia lanceolata - Triclisia loucoubensis - Triclisia louisii - Triclisia lucida - Triclisia macrocarpa - Triclisia macrophylla - Triclisia patens - Triclisia riparia - Triclisia saeleuxii - Triclisia semnophylla - Triclisia subcordata - Triclisia welwitschii |